# Bagrat VI de Geòrgia
Bagrat VI fou rei de Geòrgia del 1465 al 1478. Va néixer cap al 1435 i
era fill de Jordi (germà del rei Alexandre I) i de Gulkhan, filla de Demetri, eristhavi d'Imerècia. Jordi VIII de Geòrgia li va donar el títol de duc de Kutaïsi el 1455. El 1462 va derrotar a Jordi VIII a Txikori i va ser coronat a Kutaïsi com a rei d'Imerècia a l'estiu però la va perdre el 1463.
El 1465 va tornar a ser l'amo d'Imerècia, és a dir la part occidental, just quan el seu parent, el rei Jordi VIII va ser derrotat per l'atabek de Samtskhé i fet presoner. Llavors es va presentar a Kartli, la part central del regne, i es va fer reconèixer rei. El seu domini no es va consolidar fins al 1471.
Va governar fins al 1478 en què va morir i el va succeir el seu parent Constantí II, fill de Demetri III.